# Slovenië op de Olympische Winterspelen 2002
Tijdens de Olympische Winterspelen van 2002, die in Salt Lake City (Verenigde Staten) werden gehouden, nam Slovenië voor de vierde keer deel.

## Medailleoverzicht
| Sport          | Olympiër                                              | Discipline            | Medaille |
| -------------- | ----------------------------------------------------- | --------------------- | -------- |
| Schansspringen | Damjan Fras Primož Peterka Robert Kranjec Peter Žonta | grote schans team (m) | Brons    |

## Deelnemers en resultaten
(m) = mannen, (v) = vrouwen 

### Alpineskiën
| Olympiër        | Discipline       | Resultaat | Prestatie                                                       |
| --------------- | ---------------- | --------- | --------------------------------------------------------------- |
| Mitja Dragšič   | combinatie (m)   | dq-a      | diskwalificatie afdaling afdaling: dq (1.43,11)                 |
| Drago Grubelnik | slalom (m)       | dnf-2     | opgave run 2 — 50,51+dnf                                        |
| Andrej Jerman   | afdaling (m)     | 28e       | 1.41,85 (+2,72)                                                 |
| Andrej Jerman   | super g (m)      | 21e       | 1.24,35 (+2,77)                                                 |
| Andrej Jerman   | combinatie (m)   | dnf-s1    | opgave slalom run 1 afdaling: 1.42,42                           |
| Jernej Koblar   | afdaling (m)     | 33e       | 1.42,31 (+3,18)                                                 |
| Jernej Koblar   | super g (m)      | 15e       | 1.23,82 (+2,24)                                                 |
| Jernej Koblar   | reuzenslalom (m) | 18e       | 2.26,36 (+3,08) — 1.13,15+1.13,21                               |
| Jernej Koblar   | combinatie (m)   | 9e        | 3.23,47 (+5,91) afdaling: 1.41,70 slalom: 1.41,77 — 48,42+53,35 |
| Jure Košir      | reuzenslalom (m) | dnf-2     | opgave run 2 — 1.14,10+dnf                                      |
| Jure Košir      | slalom (m)       | 8e        | 1.43,34 (+2,28) — 49,80+53,54                                   |
| Mitja Kunc      | reuzenslalom (m) | 28e       | 2.28,17 (+4,89) — 1.14,95+1.13,22                               |
| Mitja Kunc      | slalom (m)       | dnf-2     | opgave run 2 — 51,08+dnf                                        |
| Rene Mlekuž     | slalom (m)       | dnf-2     | opgave run 2 — 50,57+dnf                                        |
| Uroš Pavlovčič  | reuzenslalom (m) | dnf-2     | opgave run 2 — 1.14,01+dnf                                      |
| Peter Pen       | afdaling (m)     | 23e       | 1.41,66 (+2,53)                                                 |
| Peter Pen       | super g (m)      | dq        | diskwalificatie                                                 |
| Gregor Šparovec | afdaling (m)     | 31e       | 1.41,88 (+2,75)                                                 |
| Gregor Šparovec | super g (m)      | 13e       | 1.23,52 (+1,94)                                                 |
| Gregor Šparovec | combinatie (m)   | dnf-s1    | opgave slalom run 1 afdaling: 1.40,42                           |
| Nataša Bokal    | slalom (v)       | 9e        | 1.49,94 (+3,84) — 55,02+54,92                                   |
| Špela Bracun    | afdaling (v)     | 22e       | 1.42,48 (+2,92)                                                 |
| Špela Bracun    | super g (v)      | 24e       | 1.16,35 (+2,76)                                                 |
| Lea Dabič       | slalom (v)       | dnf-1     | opgave run 1                                                    |
| Alenka Dovžan   | reuzenslalom (v) | dnf-1     | opgave run 1                                                    |
| Alenka Dovžan   | slalom (v)       | 17e       | 1.52,65 (+6,55) — 55,73+56,92                                   |
| Tina Maze       | reuzenslalom (v) | 12e       | 2.33,36 (+3,35) — 1.17,16+1.16,20                               |
| Špela Pretnar   | reuzenslalom (v) | 20e       | 2.35,56 (+5,55) — 1.18,81+1.16,75                               |
| Špela Pretnar   | slalom (v)       | 20e       | 1.54,09 (+7,99) — 55,16+58,93                                   |
| Mojca Suhadolc  | afdaling (v)     | 28e       | 1.43,10 (+3,54)                                                 |
| Mojca Suhadolc  | super g (v)      | 21e       | 1.15,90 (+2,31)                                                 |

### Biatlon
| Olympiër                                                           | Discipline                | Resultaat | Prestatie |
| ------------------------------------------------------------------ | ------------------------- | --------- | --- |
| Marko Dolenc                                                       | 10 km sprint (m)          | 27e       | 26.47,0 (+1.55,7) pen.: 1 (0 + 1) |
| Marko Dolenc                                                       | 12,5 km achtervolging (m) | 29e       | +3.31,5 pen.: 4 (0 + 0 + 1 + 3) |
| Marko Dolenc                                                       | 20 km (m)                 | 13e       | 53.45,8 (+2.42,5) pen.: 2 (0 + 0 + 1 + 1) |
| Tomaž Globočnik                                                    | 10 km sprint (m)          | 23e       | 26.40,0 (+1.48,7) pen.: 1 (0 + 1) |
| Tomaž Globočnik                                                    | 12,5 km achtervolging (m) | 19e       | +2.08,0 pen.: 0 (0 + 0 + 0 + 0) |
| Tomaž Globočnik                                                    | 20 km (m)                 | 18e       | 54.40,6 (+3.37,3) pen.: 1 (0 + 1 + 0 + 0) |
| Sašo Grajf                                                         | 10 km sprint (m)          | 59e       | 27.52,6 (+3.01,3) pen.: 2 (0 + 2) |
| Sašo Grajf                                                         | 12,5 km achtervolging (m) | 46e       | +5.04,3 pen.: 3 (1 + 0 + 1 + 1) |
| Janez Marič                                                        | 10 km sprint (m)          | 44e       | 27.28,6 (+2.37,3) pen.: 2 (0 + 2) |
| Janez Marič                                                        | 12,5 km achtervolging (m) | 38e       | +4.16,8 pen.: 5 (1 + 1 + 1 + 2) |
| Janez Marič                                                        | 20 km (m)                 | 43e       | 56.51,9 (+5.48,6) pen.: 5 (0 + 3 + 0 + 2) |
| Janez Ožbolt                                                       | 20 km (m)                 | 82e       | 1:03.16,2 (+12.12,9) pen.: 6 (1 + 2 + 2 + 1) |
| Team Sašo Grajf Tomaž Globočnik Janez Marič Marko Dolenc           | 4x7,5 km estafette (m)    | 10e       | 1:28.23,6 (+4.41,3) pen.: 4-14 23.31,5 pen.: 1-3 (0-0 + 1-3) 20.45,5 pen.: 0-2 (0-1 + 0-1) 21.52,0 pen.: 2-4 (0-1 + 2-3) 22.14,6 pen.: 1-5 (0-2 + 1-3) |
| Tadeja Brankovič                                                   | 7,5 km sprint (v)         | 63e       | 25.14,0 (+4.32,6) pen.: 5 (4 + 1) |
| Tadeja Brankovič                                                   | 15 km (v)                 | 41e       | 53.08,9 (+5.39,8) pen.: 4 (1 + 2 + 0 + 1) |
| Andreja Grašič                                                     | 7,5 km sprint (v)         | 10e       | 21.55,6 (+1.14,2) pen.: 1 (1 + 0) |
| Andreja Grašič                                                     | 10 km achtervolging (v)   | 8e        | +54,2 pen.: 1 (0 + 0 + 0 + 1) |
| Andreja Grašič                                                     | 15 km (v)                 | 56e       | 55.06,4 (+7.37,3) pen.: 8 (2 + 3 + 2 + 1) |
| Dijana Grudiček                                                    | 15 km (v)                 | 57e       | 55.50,3 (+8.21,2) pen.: 7 (0 + 4 + 1 + 2) |
| Lucija Larisi                                                      | 7,5 km sprint (v)         | 26e       | 22.44,7 (+2.03,3) pen.: 1 (1 + 0) |
| Lucija Larisi                                                      | 10 km achtervolging (v)   | 29e       | +3.32,5 pen.: 4 (1 + 1 + 0 + 2) |
| Lucija Larisi                                                      | 15 km (v)                 | 25e       | 51.12,1 (+3.43,0) pen.: 2 (0 + 1 + 0 + 1) |
| Andreja Mali                                                       | 7,5 km sprint (v)         | 27e       | 22.45,5 (+2.04,1) pen.: 1 (0 + 1) |
| Andreja Mali                                                       | 10 km achtervolging (v)   | 32e       | +3.38,6 pen.: 3 (0 + 0 + 2 + 1) |
| Team Lucija Larisi Andreja Grašič Dijana Grudiček Tadeja Brankovič | 4x7,5 km estafette (v)    | 6e        | 1:30.18,0 (+2.23,0) pen.: 0-13 22.22,4 pen.: 0-3 (0-1 + 0-2) 21.38,6 pen.: 0-3 (0-0 + 0-3) 22.40,8 pen.: 0-2 (0-2 + 0-0) 23.36,2 pen.: 0-5 (0-3 + 0-2) |

### Freestyleskiën
| Olympiër  | Discipline  | Resultaat | Prestatie                     |
| --------- | ----------- | --------- | ----------------------------- |
| Miha Gale | aerials (m) | 17e       | dnq (kwalificatie: 193,20 p.) |

### Kunstrijden
| Olympiër    | Discipline | Resultaat | Prestatie                               |
| ----------- | ---------- | --------- | --------------------------------------- |
| Mojca Kopač | vrouwen    | 22e       | 31,5 p. (korte kür: 19 - lange kür: 22) |

### Langlaufen
| Olympiër                                                  | Discipline                       | Resultaat | Prestatie                                                                     |
| --------------------------------------------------------- | -------------------------------- | --------- | ----------------------------------------------------------------------------- |
| Matej Soklič                                              | sprint (m)                       | 11e       | dnq, kf 2 (3e): 2.57,1, kwal.:2.53,42 (+3,35)                                 |
| Matej Soklič                                              | achtervolging 10 km+10 km (m)    | 55e       | +4.23,5 (klassiek:28.20,7 + vrije stijl:25.52,4)                              |
| Teja Gregorin                                             | sprint (v)                       | 34e       | dnq, kwal.:3.25,64 (+12,88)                                                   |
| Teja Gregorin                                             | achtervolging 5 km+5 km (v)      | 41e       | +1.53,7 (klassiek:14.20,7 + vrije stijl:12.43,6)                              |
| Nataša Lačen                                              | sprint (v)                       | 32e       | dnq, kwal.:3.24,90 (+12,14)                                                   |
| Nataša Lačen                                              | 10 km klassiek (v)               | 30e       | 30.31,3 (+2.25,7)                                                             |
| Nataša Lačen                                              | 15 km vrije stijl massastart (v) | 32e       | 43.05,0 (+3.10,6)                                                             |
| Nataša Lačen                                              | achtervolging 5 km+5 km (v)      | 23e       | +1.04,2 (klassiek:14.14,7 + vrije stijl:12.00,1)                              |
| Petra Majdič                                              | 10 km klassiek (v)               | 8e        | 29.03,9 (+58,3)                                                               |
| Petra Majdič                                              | 30 km klassiek (v)               | 12e       | 1:35.51,8 (+4.54,7)                                                           |
| Petra Majdič                                              | achtervolging 5 km+5 km (v)      | 7e        | +6,6 (klassiek:13.06,1 + vrije stijl:12.10,5)                                 |
| Andreja Mali                                              | sprint (v)                       | 7e        | B-finale: 3.25,9, hf 2 (4e): 3.19,8, kf 3 (1e): 3.14,8, kwal.:3.15,75 (+2,99) |
| Team Petra Majdič Teja Gregorin Andreja Mali Nataša Lačen | 4x5 km estafette (v)             | 9e        | 51.19,6 (+1.49,0) 13.12,7 14.04,2 11.50,5 12.12,2                             |

### Noordse combinatie
| Olympiër        | Discipline      | Resultaat | Prestatie                                   |
| --------------- | --------------- | --------- | ------------------------------------------- |
| Andrej Jezeršek | individueel (m) | 13e       | +2.51,2 — schans: 223,5 p — 15 km: 38.22,9  |
| Andrej Jezeršek | sprint (m)      | 12e       | +1.12,7 — schans: 100,1 p — 7,5 km: 16.23,8 |

### Schansspringen
| Olympiër                                                   | Discipline              | Resultaat | Prestatie |
| ---------------------------------------------------------- | ----------------------- | --------- | --- |
| Damjan Fras                                                | normale schans ind. (m) | 28e       | 225,0 p. — 110,5 p. (88,5 m) + 114,5 p. (90,5 m) kwalificatie 23e — 87,5 p. (108,0 m)                                                                                       |
| Damjan Fras                                                | grote schans ind. (m)   | 22e       | 221,2 p. — 119,9 p. (123,0 m) + 101,3 p. (113,5 m) kwalificatie 15e — 113,5 p. (100,8 m)                                                                                    |
| Robert Kranjec                                             | normale schans ind. (m) | 15e       | 236,0 p. — 117,5 p. (91,5 m) + 118,5 p. (92,5 m) kwalificatie 2e — 93,5 p. (122,0 m)                                                                                        |
| Robert Kranjec                                             | grote schans ind. (m)   | 11e       | 237,6 p. — 118,1 p. (122,0 m) + 119,5 p. (122,5 m) kwalificatie 1e — 122,0 p. (119,1 m)                                                                                     |
| Primož Peterka                                             | normale schans ind. (m) | 10e       | 240,5 p. — 121,5 p. (92,5 m) + 119,0 p. (91,5 m) kwalificatie 2e — 93,0 p. (122,0 m)                                                                                        |
| Primož Peterka                                             | grote schans ind. (m)   | 15e       | 233,0 p. — 120,9 p. (123,0 m) + 112,1 p. (119,5 m) kwalificatie 9e — 116,0 p. (105,3 m)                                                                                     |
| Peter Žonta                                                | normale schans ind. (m) | 13e       | 239,5 p. — 114,0 p. (90,0 m) + 125,5 p. (95,0 m) kwalificatie volgens wereldbekerranglijst: 91,5 p. (116,5 m)                                                               |
| Peter Žonta                                                | grote schans ind. (m)   | 13e       | 234,2 p. — 121,2 p. (124,0 m) + 113,0 p. (120,0 m) kwalificatie volgens wereldbekerranglijst: 125,0 p. (103,5 m)                                                            |
| Team Damjan Fras Primož Peterka Robert Kranjec Peter Žonta | grote schans team (m)   | Brons     | 946,3 punten 112,5 p. (120,0 m) + 97,9 p. (113,0 m) 112,8 p. (118,5 m) + 118,7 p. (121,5 m) 140,4 p. (133,0 m) + 124,1 p. (124,5 m) 118,2 p. (121,5 m) + 121,7 p. (124,0 m) |

### Snowboarden
| Olympiër      | Discipline                   | Resultaat | Prestatie |
| ------------- | ---------------------------- | --------- | --- |
| Dejan Košir   | parallel- reuzen- slalom (m) | 5e        | kwalificatie: 36,71 (5e) ronde 1: wint van Stephen Copp, SWE (-1.78)(-0.34) -2.12 kwartfinale: verliest van Richard Richardsson, SWE (+0.72)(+1.73) +2.45 |
| Tomaž Knafelj | parallel- reuzen- slalom (m) | dnf       | dnq kwalificatie: opgave |

Amerikaanse Maagdeneilanden · Andorra · Argentinië · Armenië · Australië · Azerbeidzjan · België · Bermuda · Bosnië en Herzegovina · Brazilië · Bulgarije · Canada · Chili · China · Chinees Taipei · Costa Rica · Cyprus · Denemarken · Duitsland · Estland · Fiji · Finland · Frankrijk · Georgië · Griekenland · Groot-Brittannië · Hongarije · Hongkong · Ierland · IJsland · India · Iran · Israël · Italië · Jamaica · Japan · Joegoslavië · Kameroen · Kazachstan · Kenia · Kirgizië · Kroatië · Letland · Libanon · Liechtenstein · Litouwen · Macedonië · Mexico · Moldavië · Monaco · Mongolië · Nederland · Nepal · Nieuw-Zeeland · Noorwegen · Oekraïne · Oezbekistan · Oostenrijk · Polen · Roemenië · Rusland · San Marino · Slovenië · Slowakije · Spanje · Tadzjikistan · Thailand · Trinidad en Tobago · Tsjechië · Turkije · Venezuela · Verenigde Staten · Wit-Rusland · Zuid-Afrika · Zuid-Korea · Zweden · Zwitserland

Uitgesloten van deelname: Puerto Rico